# Bistum Sessa Aurunca
Das Bistum Sessa Aurunca (lat.: Dioecesis Suessana, italienisch: Diocesi di Sessa Aurunca) ist eine in Italien gelegene römisch-katholische Diözese mit Sitz in Sessa Aurunca.

## Geschichte
Das Bistum Sessa Aurunca wurde im 5. Jahrhundert errichtet und im Jahre 966 dem Erzbistum Capua als Suffraganbistum unterstellt.
Dem Bistum Sessa Aurunca wurde am 27. Juni 1818 durch Papst Pius VII. mit der Apostolischen Konstitution De utiliori das Territorium des aufgelösten Bistums Carinola angegliedert. Am 30. April 1979 wurde das Bistum Sessa Aurunca dem Erzbistum Neapel als Suffraganbistum unterstellt.
Papst Franziskus vereinigte das Bistum Sessa Aurunca am 23. Februar 2023 in persona episcopi mit dem Bistum Alife-Caiazzo und dem Bistum Teano-Calvi. Der Bischof der beiden bereits zuvor in persona episcopi vereinigten Bistümer, Giacomo Cirulli, wurde gleichzeitig zum Bischof von Sessa Aurunca ernannt und übt damit die volle Jurisdiktion über drei Bistümer aus.